# Бакуньки (Вілейський район)
Бакуньки (біл. вёска Бакунькі) — село в складі Вілейського району Мінської області, Білорусь. Село підпорядковане Стешицькій сільській раді, розташоване в північній частині області.